# Saint-Ferréol-de-Comminges
Saint-Ferréol-de-Comminges là một xã ở tỉnh Haute-Garonne vùng Occitanie tây nam nước Pháp. Xã Saint-Ferréol-de-Comminges nằm ở khu vực có độ cao trung bình 311 mét trên mực nước biển.
Sông Gesse tạo thành ranh giới tây bắc của xã.